# Maleise vliegende boomkikker
De Maleise vliegende boomkikker (Rhacophorus reinwardtii) is een kleine kikker uit de familie schuimnestboomkikkers (Rhacophoridae). De soort werd voor het eerst wetenschappelijk beschreven door Hermann Schlegel in 1840. Later werd de wetenschappelijke naam Hyla reinwardtii  gebruikt. Ook is de soort ingedeeld onder het geslacht Polypedatus.

## Uiterlijke kenmerken
De kikker wordt maximaal negen centimeter lang, mannetjes blijven ongeveer de helft kleiner. De soort is makkelijk te herkennen aan de afstekende kleuren; een groen lijf met een knalrode buik, oranje tenen, een felblauwe flankstreep en ook de zeer grote en dunne vliezen tussen de tenen die eveneens felblauw zijn. Bij veel soorten kikkers zijn dit zwemvliezen, bij deze soort eerder zweefvliezen omdat de kikker als hij naar beneden springt een stukje kan zweven om zo een prooi te grijpen of een vijand te ontvluchten. De huidflappen aan de tenen, en ook langs de flanken, werken als een soort parachute. De naam vliegende kikker moet dus niet helemaal letterlijk worden genomen, de kikker kan namelijk alleen zweven en omhoog springen.

## Algemeen
De Maleise vliegende boomkikker leeft in hoge bomen en struiken in dichte bossen en regenwouden op het eiland Java, in Maleisië en in Thailand. De vliegende kikker heeft een vochtige omgeving nodig en is meestal niet te zien omdat hij vaak meer dan vijf meter boven de grond leeft. In Indonesië zijn overigens nog drie andere Rhacophorus-soorten te vinden die allemaal vliegende kikker worden genoemd, maar deze soort is het bekendst vanwege de felle kleuren en heeft al vele boekomslagen gesierd, zoals ook de roodoogmakikikker (Agalychnis callidryas).
Het menu bestaat uit insecten en met name vliegen en rupsen, die al springend worden gevangen. De eitjes worden in een schuimnest gelegd dat meestal in tot een kom gevouwen bladeren is weggestopt. De kleine kikkertjes krijgen al meteen de felle kleuren van de ouders na de metamorfose.